# 探索航空
探索航空（AirExplore）是斯洛伐克的包機航空公司，以布拉提斯拉瓦的布拉提斯拉瓦機場為基地。

## 概要
2008年，成立SlovExplore。2010年，改名為AirExplore。主要業務是包機和租借飛機，例如濕租給帛琉太平洋航空等。

## 機隊
現役機隊

- 波音737-800：6架，由帛琉太平洋航空、Sun d'Or航空（英语：Sun d'Or）、捷克旅行航空（英语：Travel Service (airline)）、德國小星球航空營運。

退役機隊

- 波音737-300
- 波音737-400

## 脚注
1. ↑  . airexplore.sk.   [10 August 2014]. （原始内容存档于2014-08-24）.

## 外部連結
- 探索航空 （页面存档备份，存于）（英文）